# Скадоксус багатоквітковий
Скадо́ксус багатоквітко́вий (Scadoxus multiflorus) — отруйна багаторічна рослина родини амарилісових, також відома під народними назвами крива́ва лі́лія, крива́ва кві́тка, або під застарілими назвами гема́нтус багатоквітко́вий, гема́нтус Катери́ни. Декоративна і лікарська культура.

## Опис

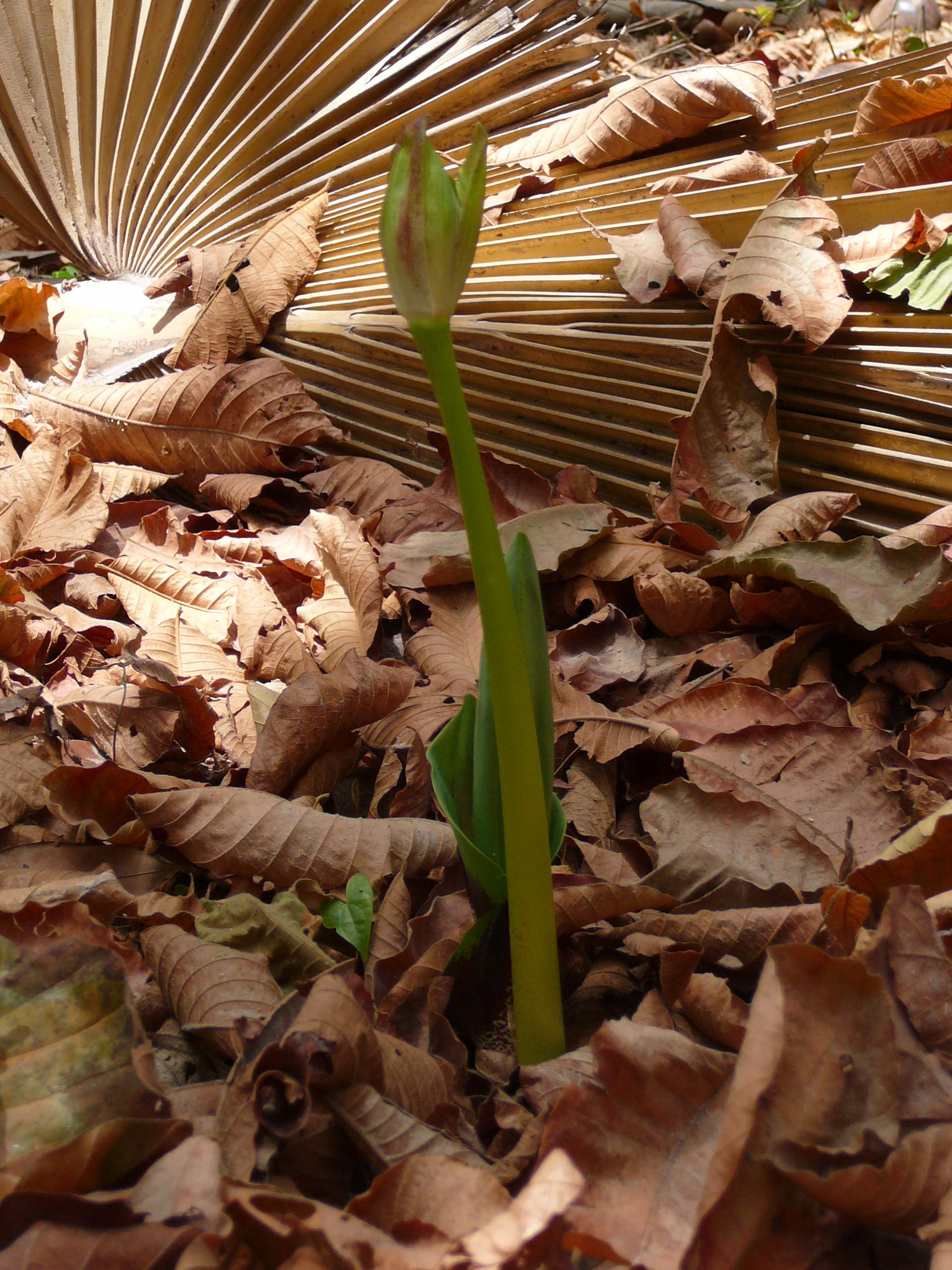
Квітконос і листки на початку розвою

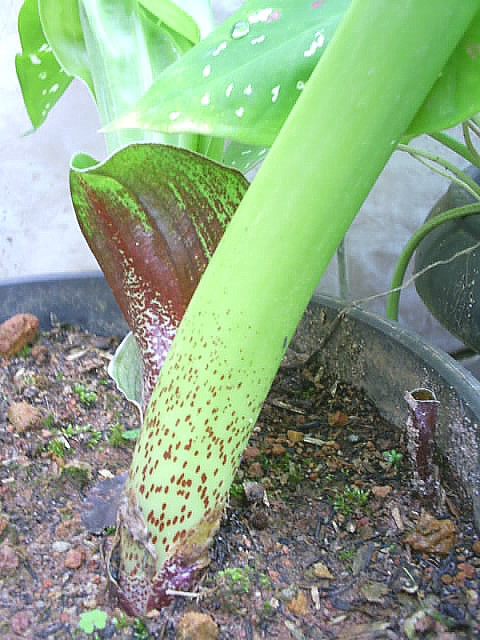
Характерні цятки у номінального підвиду Scadoxus multiflorus ssp. multiflorus

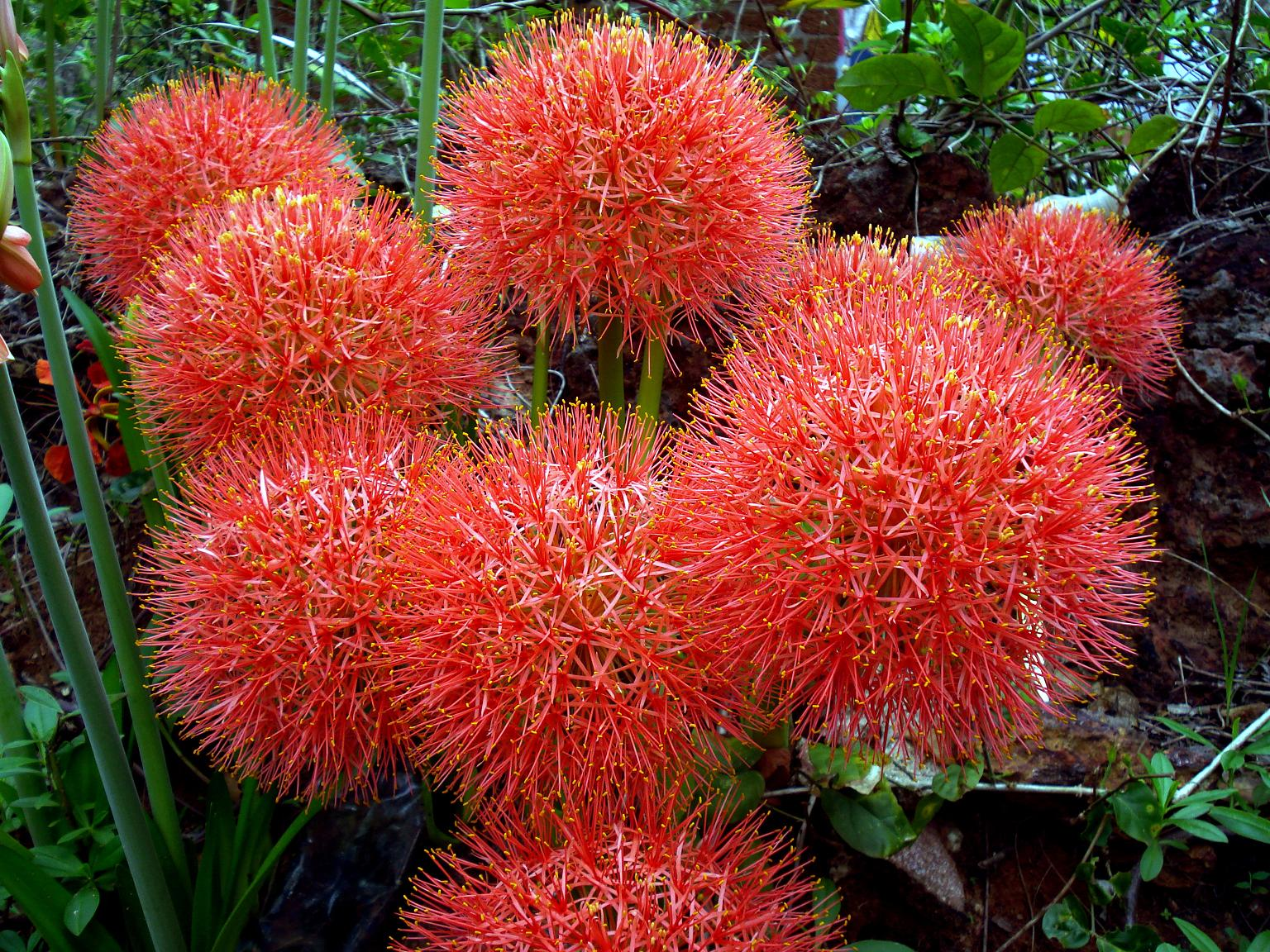
Суцвіття

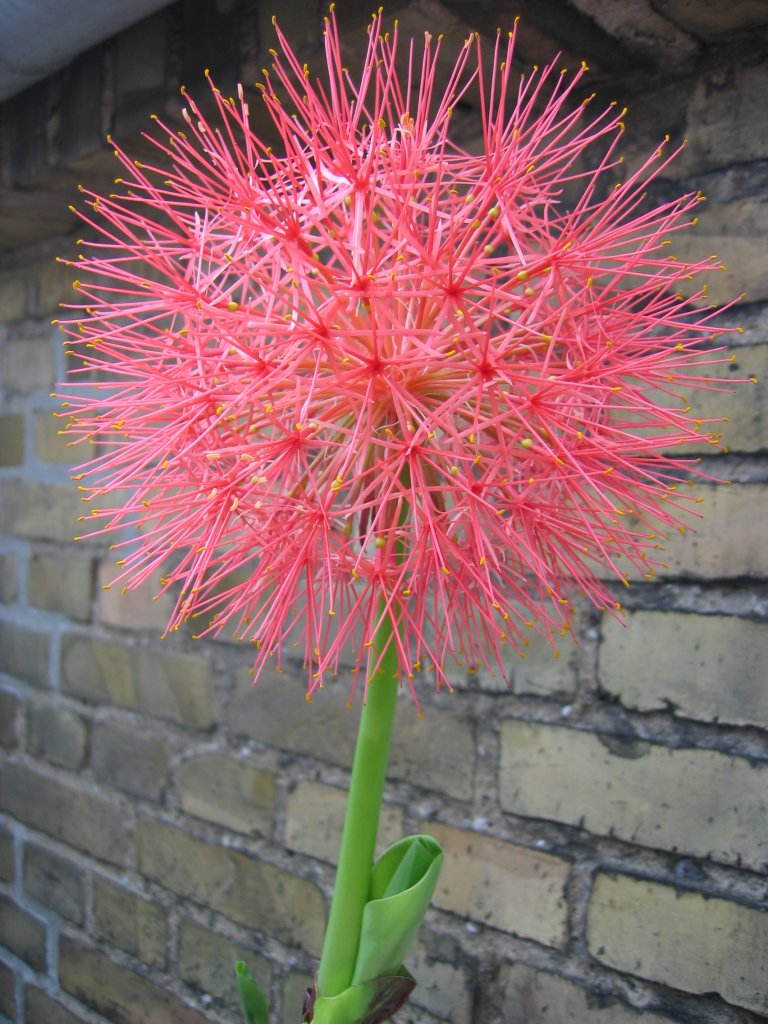
Суцвіття скадоксуса Катерини

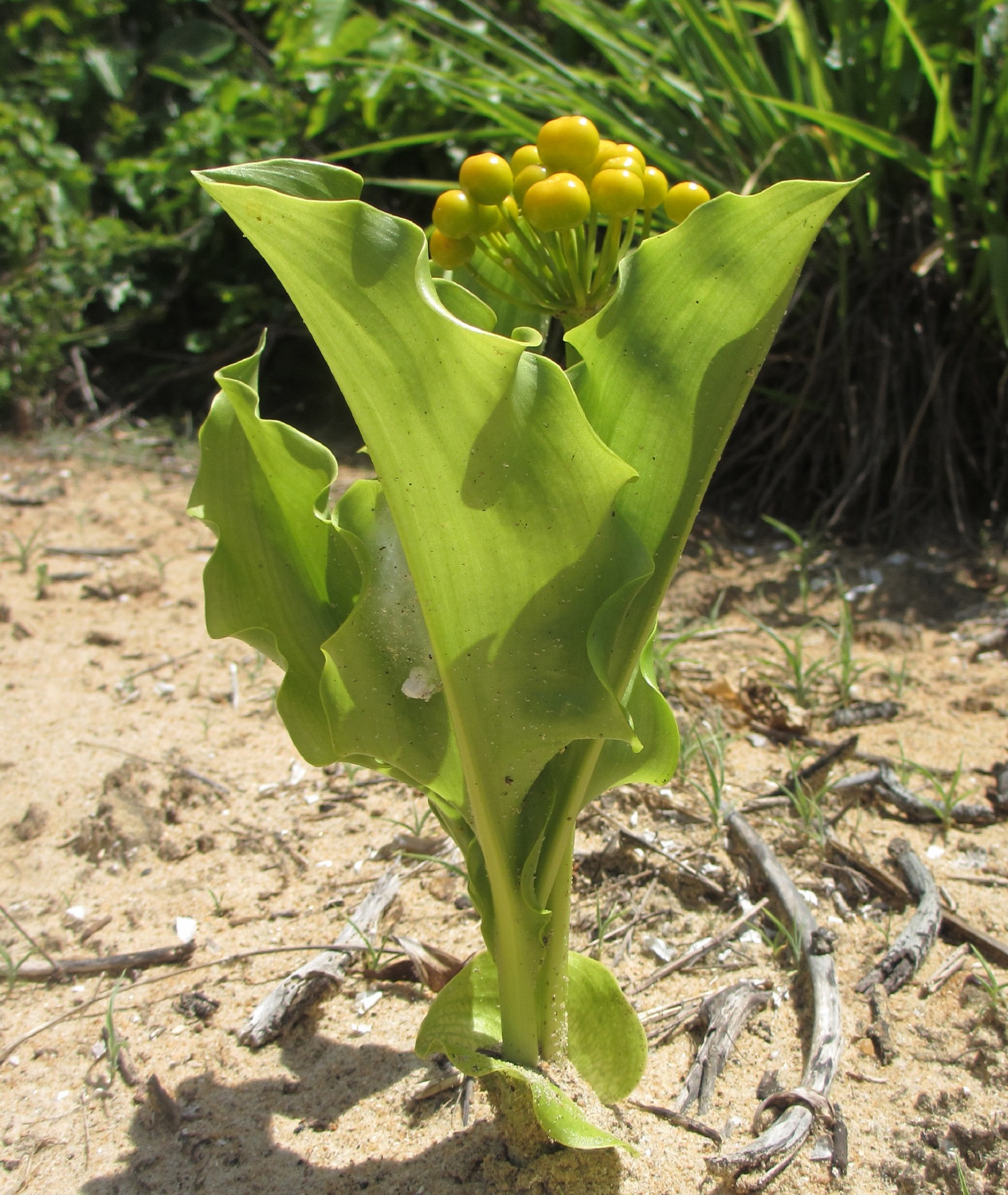
Недостиглі плоди

Вічнозелена трав'яниста рослина заввишки 40-120 см, геофіт. Підземні органи представлені кулястою, дещо притиснутою цибулиною, від якої відходить кореневище з численними корінцями. Листки (4-6 штук) завдовжки до 70 см, короткочерешкові, еліптично-ланцетні, цілокраї, з добре помітною центральною жилкою, інколи з дещо нерівною поверхнею та хвилястим краєм. Їх піхви, згорнуті у трубочку, формують несправжнє стебло заввишки 5-60 см, завширшки до 2,5 см.
Несправжній квітконос товстий, голий, зелений (інколи, як і стебло, з пурпуровими цятками), заввишки 12-75 см. Він також сформований піхвами листків і з'являється одночасно з ними або раніше. Суцвіття — великий кулястий зонтик, що складається з 10-200 квіток. Доволі великі зелені приквітки (4-7 штук) всихають на початку цвітіння. Квітконіжки прямі, 15-45 мм завдовжки. Квітки двостатеві, актиноморфні, без запаху. Листочки оцвітини біля основи зростаються у циліндричну трубку, завдовжки 4-26 мм, відгин оцвітини має довжину від 12 до 32 мм. Пелюстки, тичинки та маточка спочатку вогняно-червоні, наприкінці цвітіння набувають коралово-рожевого відтінку. Плід — куляста червона ягода завширшки 0,5-1 см.
Усі частини скадоксусів містять лікорин та інші алкалоїди, через що рослини є смертельно отруйними для людини, кіз та овець.
Число хромосом 2n = 18.

## Підвиди
В межах виду описано три підвиди, які різняться морфологічними деталями та зонами розповсюдження.
| Морфологічні ознаки          | Scadoxus multiflorus ssp. katherinae (Baker) Friis & Nordal | Scadoxus multiflorus ssp. longitubus (C.H.Wright) Friis & Nordal | Scadoxus multiflorus ssp. multiflorus (Decne.) Friis & Nordal |
| Довжина квіткової трубки, мм | 12-22                                                       | 15-26                                                            | 4-15                                                          |
| Довжина відгину трубки, мм   | 18-30                                                       | 15-28                                                            | 12-32                                                         |
| Ширина відгину трубки, мм    | 2,2-4                                                       | 1,4-3,4                                                          | 0,5-2,5                                                       |
| Висота рослин, см            | до 120                                                      | до 65                                                            | 40-120                                                        |

## Екологія та поширення
Вид має широку еколого-ценотичну амплітуду. Скадоксус багатоквітковий можна побачити в низинах та на схилах гір, у вторинних лісах, на луках, галявинах та у лісових саванах, але на відкритих місцинах ця рослина також тяжіє до більш-менш зволожених ділянок і трапляється найчастіше по берегах струмків. Рослина теплолюбна, витримує пониження температури до 5-10 °C, віддає перевагу поживним, добре дренованим ґрунтам, напівзатіненим місцям.
Виду притаманна циклічність розвитку: перед цвітінням листя і корінці всихають і настає період спокою, під час якого рослина потребує температури 10-14 °C. Квітне в червні-вересні (у культурі іноді з квітня) протягом 1-2 місяців. Цвітіння окремої особини зазвичай триває 2 тижні. Розмножується насінням та дочірніми цибулинками. Молоді рослини зацвітають у віці 3 років.
Загалом ареал скадоксуса багатоквіткового охоплює терени Центральної та Південної Африки з ірадіацією на Аравійський півострів та Сейшельські острови. Номінальний підвид має найширше розповсюдження — лише він зростає за межами африканського континенту, до того ж його ареал включає і ті зони, де трапляються інші підвиди. Натомість, скадоксус Катерини (Scadoxus multiflorus subsp. katherinae) віддає перевагу посушливим місцинам із кліматом середземноморського типу. Він зростає у відкритих ландшафтах Есватіні і ПАР (Капська провінція та провінція Квазулу-Наталь). Scadoxus multiflorus subsp. longitubus, навпаки, доволі вологолюбний і віддає перевагу тропічним лісам Гани, Гамбії, Сьєрра-Леоне, Ліберії й Кот-д'Івуару.
За межами природного ареалу скадоксус багатоквітковий інтродукований у Мексиці та на архіпелазі Чагос.

## Застосування
Номінальний підвид і скадоксус Катерини занесені до Червоного списку південноафриканських рослин. Через сильну токсичність тубільські племена використовують скадоксус багатоквітковий для виготовлення отруйних стріл та лову риби. Також цей вид використовують у народній африканській медицині, але в дещо менших масштабах ніж близький до нього Scadoxus puniceus.
Європейці знають цю рослину перш за все як декоративну. У Південно-Африканській Республіці її вирощують у садках просто неба, в помірному кліматі скадоксус багатоквітковий є об'єктом кімнатного квітникарства. В культурі зазнали поширення номінальний підвид і скадоксус Катерини, натомість, Scadoxus multiflorus ssp. longitubus, хоча і знаний у культурі з 1877 року, серед квітникарів маловідомий. Існує гібрид між номінальним підвидом та Scadoxus puniceus, сорти 'König Albert' та 'Andromeda'.

### Вирощування
Рослини висаджують у суміш дернової і листяної землі, перегною, торфу та піску у співвідношенні 2:1:1:1:1. Під час вегетаційного періоду підтримують температуру 17-20 °C, поливають регулярно, уникаючи застою води, підгодовують двічі-тричі на місяць повним мінеральним добривом. Восени полив скорочують, а з жовтня по січень поливають вкрай рідко, в цей час температуру знижують до 8-10 °C. Період спокою закінчується у лютому-березні, ці місяці найбільш сприятливі для поділу і садіння цибулин. Зазвичай дорослі рослини пересаджують раз на 2-3 роки. Насіння висівають у пухку землю або пісок відразу після дозрівання. Посів здійснюють шляхом вдавлювання ягід у вологий, але не мокрий ґрунт, до проростання їх лише обережно зволожують.
Скадоксус багатоквітковий страждає як від глибокої тіні, так і від яскравого прямого освітлення (оптимальне — інтенсивне непряме). Також небезпеку становить надмірний полив. Ця рослина вражається антракнозом і стаганоспорозом.

## Систематика
Вид вперше описаний Томасом Мартіном в 1795 році під назвою Haemanthus multiflorus. Сучасну назву він отримав у 1838 році, коли Константін Самюель Рафінеск виділив його в новоутворений рід скадоксус. Втім більшість дослідників ігнорували такий поділ аж до 1976 року, коли його доречність було підтверджено Ібом Фріісом та Інгером Нордалом. Генетичні дослідження показали, що окрім відмінностей у будові вегетативних частин ці два роди різнить і кількість хромосом: у представників роду Haemanthus їх завжди 16, а в скадоксусів — 18. Для скадоксуса багатоквіткового відомі такі синоніми:
| - Amaryllis multiflora (Martyn) Tratt. - Haemanthus abyssinicus Herb. - Haemanthus andrei De Wild. - Haemanthus arabicus M.Roem. - Haemanthus arnoldianus De Wild. & T.Durand - Haemanthus bequaertii De Wild. - Haemanthus bivalvis Beck - Haemanthus cecilae Baker - Haemanthus colchicifolius Salisb. - Haemanthus cruentatus Schumach. & Thonn. - Haemanthus delagoensis Herb. | - Haemanthus eurysiphon Harms - Haemanthus filiflorus Baker ex Hiern - Haemanthus kalbreyeri Baker - Haemanthus katharinae Baker - Haemanthus longitubus C.H.Wright - Haemanthus lynesii Stapf - Haemanthus mannii Baker - Haemanthus micrantherus Pax - Haemanthus mildbraedii Perkins - Haemanthus multiflorus Martyn | - Haemanthus nicholsonii Baker - Haemanthus otaviensis Dinter - Haemanthus rupestris Baker - Haemanthus sacculus E.Phillips - Haemanthus sacculus Phillips - Haemanthus seretii De Wild. - Haemanthus somaliensis Baker - Haemanthus tenuiflorus Herb. nom. illeg. - Haemanthus zambesiacus Baker - Nerissa multiflorus (Martyn) Salisb. nom. inval. |